# Воейков, Александр Николаевич (генерал)
 Александр Николаевич Воейков  (1865—1942, Стокгольм, Швеция) — русский генерал-майор.

## Биография
Родился 30 октября (11 ноября) 1865 года. Сын генерала от кавалерии Николая Васильевича Воейкова.
С 1881 года воспитывался в Пажеском корпусе; 14 августа 1884 года из камер-пажей корнетом произведён в кавалергарды; 14 октября 1888 года зачислен в запас гвардейской кавалерии.
С 19 апреля 1891 года был определён чиновником особых поручении при военном министре. В 1892 году произведён в поручики.
В 1894 году был назначен адъютантом к военному министру; в 1896 году произведён в штабс-ротмистры, в 1901 году произведен в ротмистры, а в 1906 году за отличие — в полковники.
За отличие был произведён 6 мая 1912 года в генерал-майоры и с этого же дня состоял в распоряжении военного министра; с 28 августа состоял для особых поручений V класса сверх штата при Главном управлении государственного коннозаводства.
Умер в 1942 году в Стокгольме; погребён во Франции.

## Награды
- Орден Святого Станислава 2-й ст. (1902)
- Орден Святой Анны 2-й ст. (1904)
- Орден Святого Владимира 4-й ст. (1906)
- Орден Святого Владимира 3-й ст. (1912)